# Тріснеккер (місячний кратер)
Кра́тер Трі́снеккер (лат. Triesnecker) — метеоритний кратер в центральній частині видимого боку Місяця, що знаходиться у Центральній Затоці. Назва присвоєна на честь австрійського астронома-єзуїта Франца де Паула Тріснеккера (1745—1817) і затверджена Міжнародним астрономічним союзом у 1935 році. Утворення кратера відбулось у коперниківському періоді.

## Опис кратера

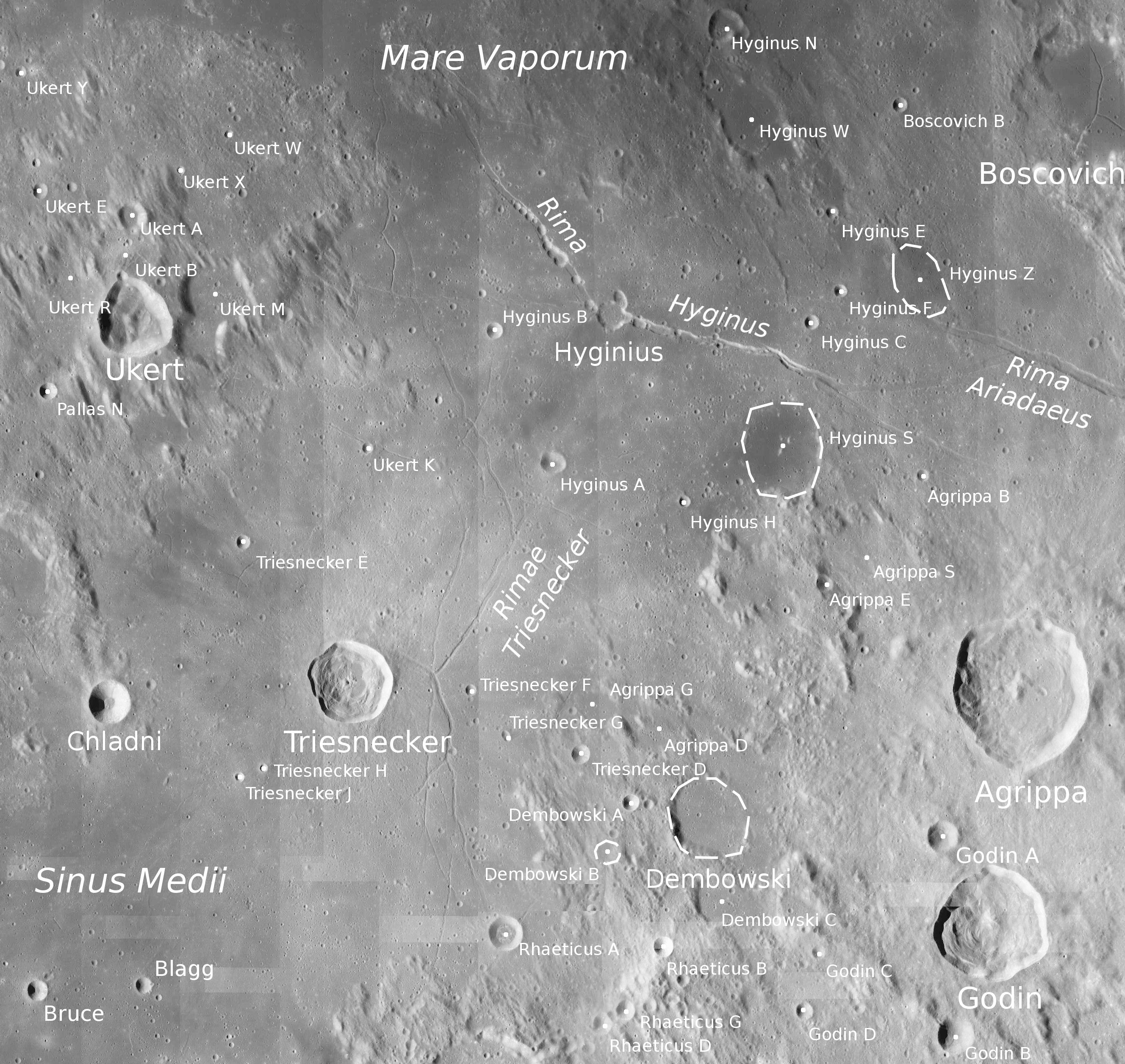
Світлина зонда Lunar Reconnaissance Orbiter

На заході від цього кратера розташовуються кратери Хладні, Мерчісон, Паллас; на північному заході — кратер Укерт; на північному сході — кратер Гігін; на сході — кратери Дембовський, Агріппа, Годен; на півдні — кратер Ретік. На сході від кратера розташовується система борозен, названих за назвою кратера і простягнутих на відстань понад 200 км у напрямі північ-південь; на заході — лінійна тектонічна дислокація, можливо, грабен. Селенографічні координати центра кратера — 4°11′ пн. ш. 3°36′ сх. д. / 4.18° пн. ш. 3.6° сх. д., діаметр — 25,0 км, глибина — 2,76 км.
Вал кратера має порушену форму з помітним радіальним виступом у західній частині. Східна частина валу є дещо вищою від західної, середня висота валу кратера над дном чаші — 2780 м, над навколишньою місцевістю — 870 м. Внутрішній схил кратера має терасоподібну структуру. Дно чаші кратера є нерівним, з центральним піком висотою 370 м. Кратер має систему променів, що поширюються на відстань понад 300 км, особливо помітну при високому положенні Сонця. Об'єм кратера становить приблизно 440 км³..
Тріснеккер є типовим представником кратерів діаметром 15—50 км, для яких характерним є наявність центрального піка (починаючи з діаметра 26 км), терасо подібність та сліди руйнування внутрішнього схилу. Такі кратери відносять до типу TRI.
Кратер включений Асоціацією місячної і планетарної астрономії (ALPO) до списку кратерів із яскравою системою променів.

## Перетин кратера
На графіках подано профілі перетинів кратера у різних напрямах, масштаб по осі ординат вказано в футах, масштаб у метрах вказано вгорі праворуч на ілюстрації.

## Сателітні кратери

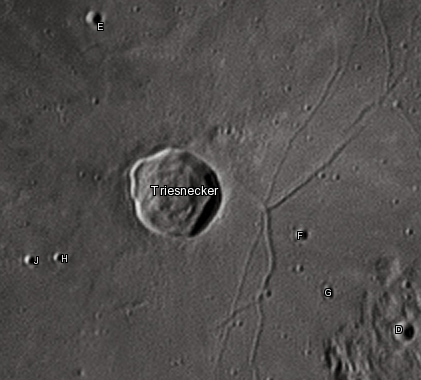
Місячний кратер Тріснекер із позначеними кратерами-супутниками. Світлина зроблена e 2012 році із Землі у Бейфордберійській обсерваторії

| Тріснеккер | Координати                                            | Діаметр, км |
| ---------- | ----------------------------------------------------- | ----------- |
| D          | 3°29′ пн. ш. 5°57′ сх. д. / 3.48° пн. ш. 5.95° сх. д. | 5,8         |
| E          | 5°33′ пн. ш. 2°29′ сх. д. / 5.55° пн. ш. 2.48° сх. д. | 4,2         |
| F          | 4°06′ пн. ш. 4°49′ сх. д. / 4.1° пн. ш. 4.82° сх. д.  | 3,2         |
| G          | 3°40′ пн. ш. 5°11′ сх. д. / 3.66° пн. ш. 5.19° сх. д. | 3,5         |
| H          | 3°20′ пн. ш. 2°42′ сх. д. / 3.34° пн. ш. 2.7° сх. д.  | 2,5         |
| J          | 3°15′ пн. ш. 2°27′ сх. д. / 3.25° пн. ш. 2.45° сх. д. | 2,9         |